# Couesmes-Vaucé
Couesmes-Vaucé település Franciaországban, Mayenne megyében. Lakosainak száma 377 fő (2022. január 1.). Couesmes-Vaucé Saint-Fraimbault, Ambrières-les-Vallées, Brecé, Gorron, Le Pas, Soucé, Ceaucé és Passais Villages községekkel határos.

## Népesség
A település népességének változása:
| Lakosok száma | 618  | 498  | 451  | 388  | 396  | 376  | 370  | 378  | 378  | 377  |
|               | 1968 | 1982 | 1990 | 2006 | 2013 | 2015 | 2017 | 2019 | 2020 | 2022 |